# Liste der Wappen in Niederösterreich
Diese Liste mit ihren Unterlisten, die über die Navigationsleiste am Ende der Seite erreichbar sind, beinhaltet – geordnet nach der Verwaltungsgliederung – alle in der Wikipedia gelisteten Wappen der 573 Gemeinden des Landes Niederösterreich. Diese Listen zeigen darum nicht nur die Wappen, sondern auch die Informationen darüber, welche Wappen und Informationen in der Wikipedia fehlen oder welche Gemeinden nicht im Besitz eines Wappens sind.

## Statutarstädte

Krems an der Donau
St. Pölten
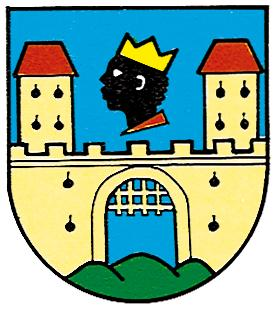
Waidhofen an der Ybbs
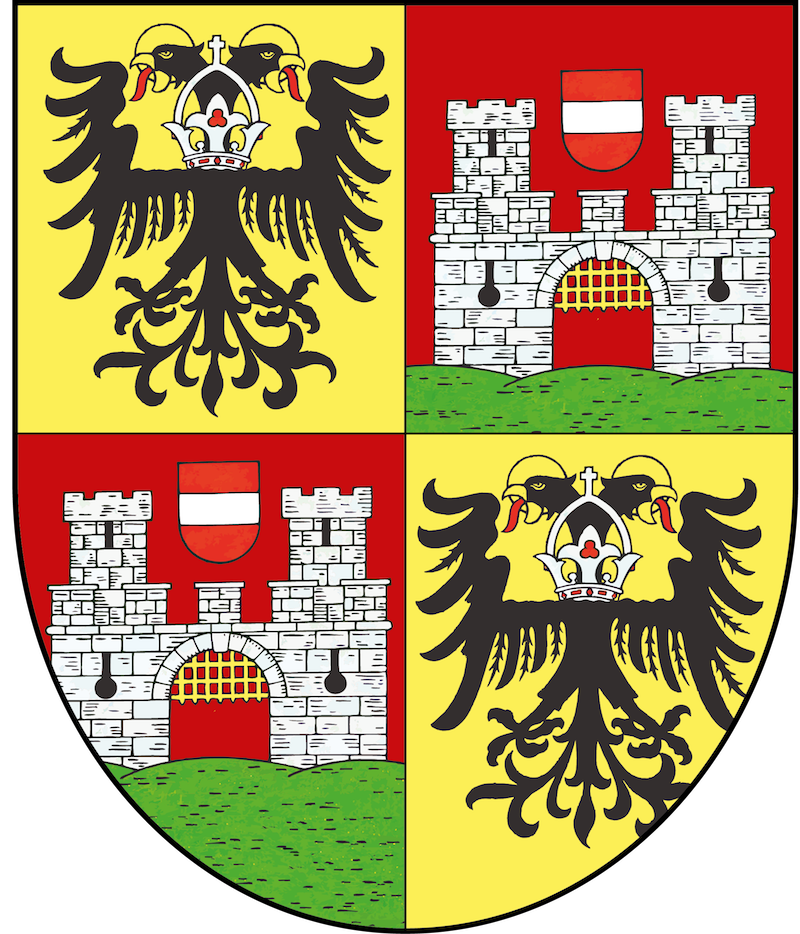
Wiener Neustadt